# Fritz Helmut Landshoff
Fritz Helmut Landshoff (Berlijn, 29 juli 1901 – Haarlem, 30 maart 1988) was een Duitse uitgever die in Nederland woonde en werkte.

## Leven en werk
Landshoff werd in 1927 een der directeuren van Gustav Kiepenheuer Verlag, een uitgeverij in Potsdam. Zijn collega's daar waren Hermann Kesten en Walter Landauer. Na de machtsovername door de nationaalsocialisten werd de uitgeverij in 1933 gesloten.
In april 1933 werd hij door de Nederlandse uitgever Emanuel Querido gevraagd de leiding op zich te nemen van Querido Verlag, de Duitstalige afdeling van Em. Querido's Uitgeverij. Landshoff nam het aanbod aan en wist talrijke belangrijke auteurs voor de uitgeverij te winnen, onder wie Alfred Döblin, Heinrich Eduard Jacob, Lion Feuchtwanger, Emil Ludwig, Klaus Mann, Heinrich Mann, Thomas Mann, Erich Maria Remarque, Anna Seghers, Ernst Toller, Arnold Zweig en vele anderen. Naast veel literaire non-fictietitels zijn er ook publicaties tegen het beleid van Hitlers Duitsland verschenen. In 1933 verscheen Heinrich Manns essay Der Hass en in september 1933 werd het eerste nummer gepubliceerd van het door Klaus Mann geredigeerde en door Annemarie Schwarzenbach gefinancierde politieke en literaire tijdschrift voor Exilliteratur Die Sammlung, dat tot augustus 1935 heeft bestaan.
Zo werd Querido Verlag de uitgever van de belangrijkste Duitstalige schrijvers die in verzet waren tegen de nazi's. Van 1933 tot 1940 en vanaf 1945 tot 1950 zou Landshoff 171 Duitstalige boeken voor Querido uitgeven, waaronder de Duitse Exilliteratur. De auteurs ontvingen hun vergoedingen in maandelijkse betalingen, bij het sluiten van het contract en de levering van het manuscript.
Na de Duitse bezetting van Nederland in mei 1940 werd de uitgeverij door de Gestapo onmiddellijk gesloten. Landshoff was gedurende die tijd net in Londen voor besprekingen. Emanuel Querido en zijn vrouw werden gearresteerd en 1943 in het concentratiekamp Sobibór vermoord. Landshoff, ook van Joodse afkomst, emigreerde in januari 1941 via Mexico naar de Verenigde Staten en werkte in New York van 1942 tot 1946 voor het Gottfried Bermann Fischer Verlag (Fischer Publishing Corporation). Na de oorlog ging deze uitgeverij vanaf 1948 in Amsterdam verder als Bermann Fischer / Querido Verlag NV, met Landshoff als directeur. Van 1953 tot 1986 werkte Landshoff voor de New Yorkse kunstuitgever Harry N. Abrams als managing vice-director. Op 5 mei 1982 kreeg Landshoff samen met zijn vriend Hermann Kesten een eredoctoraat aan de Vrije Universiteit Berlijn, en in 1987 de Gutenberg-prijs van de stad Leipzig. Hans-Albert Walter, nestor van het exilonderzoek, is van mening dat Landshoff een van de belangrijkste Duitse uitgevers van de 20e eeuw was.

## Varia
- Landshoff was getrouwd met de actrice Ruth Hellberg. Zijn zoon Andreas Landshoff werd eveneens uitgever. Hij is een grootvader van de regisseur Benjamin Landshoff.
- Landshoff zag Klaus en Erika Mann als zijn beste vrienden. Klaus Mann noemt hem op zijn beurt in zijn autobiografie The Turning Point (pagina 420/21) een "broederlijke vriend" en "de beste menselijke relatie" na de dood van zijn beste vriend Ricki Hallgarten in 1932.